# Воковиці
Воковиці (пол. Wokowice) — село в Польщі, у гміні Бжесько Бжеського повіту Малопольського воєводства.
Населення — 487 осіб (2011).
У 1975-1998 роках село належало до Тарновського воєводства.

## Демографія
Демографічна структура станом на 31 березня 2011 року:
|          | Загалом | Допрацездатний вік | Працездатний вік | Постпрацездатний вік |
| -------- | ------- | ------------------ | ---------------- | -------------------- |
| Чоловіки | 250     | 58                 | 160              | 32                   |
| Жінки    | 237     | 39                 | 132              | 66                   |
| Разом    | 487     | 97                 | 292              | 98                   |